# Gonomyia brevivena
Gonomyia brevivena är en tvåvingeart som först beskrevs av Frederick Askew Skuse 1890.  Gonomyia brevivena ingår i släktet Gonomyia och familjen småharkrankar. Inga underarter finns listade i Catalogue of Life.